# Île Esumba
Île Esumba är en av de största öarna i Kongofloden, i Kongo-Kinshasa. Den ligger i provinsen Mongala, i den nordvästra delen av landet, 1 000 km nordost om huvudstaden Kinshasa. Ön är cirka 50 km lång.